# Озёрное (Заринский район)
Озёрное — село в Заринском районе Алтайского края России. Входит в состав Стародраченинского сельсовета. Малая родина Героя Советского Союза И. С. Сыркина (1916—1944).

## География
Расположен в северо-восточной части края, у реки Озерновка.
Уличная сеть
Калинина ул., Коммунаров ул., Космонавтов ул., Пушкина ул., Сыркина ул., Фрунзе ул., Чапаева ул., Юбилейная ул.
Климат
континентальный. Средняя температура января −17,7 °C, июля +19,2 °C. Годовое количество атмосферных осадков — 450 мм.

## История
Посёлок входит в муниципальное образование «Стародраченинский сельсовет» согласно муниципальной и административно-территориальной реформе 2007 года.

## Население
| 1997 | 1998 | 1999 | 2000 | 2001 | 2002 | 2003 | 2004 | 2005 |
| ---- | ---- | ---- | ---- | ---- | ---- | ---- | ---- | ---- |
| 419  | ↘397 | ↘391 | ↘390 | ↘389 | ↘370 | ↗388 | ↘363 | ↗364 |
| 2006 | 2007 | 2008 | 2009 | 2010 | 2011 | 2012 | 2013 |      |
| ↗379 | ↘344 | ↘337 | →337 | ↘332 | ↗333 | ↘314 | ↘307 |      |

национальный состав
Согласно результатам переписи 2002 года, в национальной структуре населения русские составляли 99 % от 382 жителей.

## Известные уроженцы, жители
В 1916 году в селе Озёрное родился Иван Спиридонович Сыркин (1916—1944) — старшина Рабоче-крестьянской Красной Армии, участник Великой Отечественной войны, Герой Советского Союза (1944). Его именем названа улица в селе.

## Инфраструктура
фельдшерско-акушерский пункт (филиал КГБУЗ «Центральная городская больница г. Заринск»)
Экономика
Основное направление — сельское хозяйство.

## Транспорт
Посёлок доступен по дороге общего пользования межмуниципального значения «Заринск — Стародраченино — Озерное» (идентификационный номер 01 ОП МЗ 01Н-1304) .